# Plumatella javanica
Plumatella javanica is een mosdiertjessoort uit de familie van de Plumatellidae. De wetenschappelijke naam van de soort is voor het eerst geldig gepubliceerd in 1906 door Kraepelin.